# Nicola Town
Nicola Town är en parishhuvudort i Saint Kitts och Nevis.   Den ligger på ön Saint Christopher i parishen Christ Church Nichola Town, i den centrala delen av landet, 8 km norr om huvudstaden Basseterre. Antalet invånare är 2 059.